# Marco Bürki
Marco Bürki (Berna, 10 luglio 1993) è un calciatore svizzero, difensore del Thun.

## Biografia
Suo fratello Roman fa anch'egli il calciatore.

## Carriera

### Nazionale
Gioca la sua prima partita con la Svizzera Under-21 a Colonia il 22 marzo 2013 in occasione della partita contro la Germania Under-21 (partita poi persa per 2-1).

## Palmarès

### Club

#### Competizioni nazionali
- Campionato svizzero: 1

Young Boys: 2017-2018
- Coppa Svizzera: 1

Lucerna: 2020-2021
- Challenge League: 1

Thun: 2024-2025